# Pinta (infectieziekte)
Pinta is een zeldzame infectieziekte (treponematose) die voorkomt in Centraal-Amerika.
Pinta wordt veroorzaakt door een infectie met Treponema carateum, dat morfologisch en serologisch ononderscheidbaar is van de veroorzaker van syfilis. Anders dan syfilis wordt pinta overgedragen via niet-seksueel huidcontact veelal door kinderen die onder slechte hygiënische omstandigheden leven. Pinta kan met antibiotica zoals penicilline, tetracycline of chlooramfenicol goed behandeld worden.